# Rewolucyjne Rady Robotniczo-Chłopskie „Młot i Sierp”
Rewolucyjne Rady Robotniczo-Chłopskie „Młot i Sierp” (w literaturze spotyka się także nazwę Centralny Komitet Rad Robotniczych i Chłopskich Polski) – konspiracyjna organizacja powstała z inicjatywy komunistów i radykalnych ludowców działająca w Generalnym Gubernatorstwie od jesieni 1939 do marca 1942. Po rozbiciu przez gestapo, większość „młotowców” zasiliła Polską Partię Robotniczą. Pismo: „Młot i Sierp”.

## Geneza
W wyniku rozwiązania przez Komintern Komunistycznej Partii Polski w roku 1938 komuniści polscy znaleźli się bez organizacji, struktur i płynących wcześniej z ZSRR funduszy na działalność. Brak kontaktów z radzieckimi towarzyszami uniemożliwiał także nadążanie za zmianami taktyki Kominternu. Po pakcie Ribbentrop-Mołotow dyrektywy VII kongresu Kominternu o antyfaszyzmie stały się nieaktualne. Nie znając jednak nowych dyrektyw, przebywający w kraju komuniści, częstokroć ograniczający swą działalność do luźnych kontaktów towarzyskich, poczęli się organizować. Poza „Młotem i Sierpem” powstały wówczas i inne organizacji, często o lokalnym lub środowiskowym jedynie zasięgu, Stowarzyszenie Przyjaciół ZSRR, tzw. dzika KPP w Wielkopolsce, Czyn Chłopsko-Robotniczy w rejonie Rzeszowa oraz grupa młodzieży żydowskiej z Warszawy, Związek Niezależnej Młodzieży Socjalistycznej „Spartakus”.

## Działalność
W oparciu o kontakty towarzyskie między byłymi członkami KPP, a także innych, współpracujących z nią partiach i organizacjach, jak Niezależna Partia Chłopska, Komunistyczny Związek Młodzieży Polski oraz części radykalnych socjalistów PPS, a także dzięki dysponowaniu częścią sprzętu, w tym poligraficznego, po KPP, udało się utworzyć struktury poza Warszawą na Lubelszczyźnie, Mazowszu, rejonie Rzeszowa i Kielc. W maju 1940 grupa warszawskich komunistów utworzyła Komitet Organizacyjny RRR-Ch „Młot i Sierp”, którego przewodniczącym został Stanisław Zając.
W początkach 1941 z Julianem Wieczorkiem nawiązał kontakt i współpracę Stanisław Poleczko – prominentny działacz Barykady Wolności. Następnie w maju 1941 roku, Poleczko doprowadził do powtórnego rozłamu wewnątrz „Barykad Wolności”, na skutek którego grupa członków skupionych wokół niego przeszła do organizacji „Młot i Sierp”, znacząco zasilając tę ostatnią. „Młot i Sierp”, do tej pory praktycznie pozbawiona wpływów i nieobecna poza terenami Warszawy, rozpoczęła teraz ożywioną działalność organizacyjną i propagandową w rejonie działań grupy Poleczki, czyli w Płońskiem. Już 21 lipca 1941 roku powołano KP „Młot i Sierp” powiatu płońskiego.
Od wiosny 1941 r. „Młot i Sierp” dysponował własną organizacją wojskową – Czerwoną Milicję, która liczyła wówczas około tysiąca ludzi. Organizacją Czerwonej Milicji miał zająć się Stefan Jędra. Jej działalnością z ramienia KC RRR-Ch kierował Marian Kubicki. Na północnym Mazowszu dowódcą Milicji był Czesław Małkowski. Najliczniejsza organizacja „Młota i Sierpa” istniała w powiecie płockim.
Grupa ta identyfikowała toczącą się wojnę z wojną z lat 1914–1918, opisując ją jako „spisek międzynarodowego kapitału” wymierzonego w interesy klasy robotniczej, co było sprzeczne z ówczesną wykładnią Kominternu. Organem prasowym organizacji było pismo „Młot i Sierp”. Poza ograniczoną działalnością propagandową (w tym kolportowanie ulotek zbieranych po rozrzuceniu ich nad Generalnym Gubernatorstwem przez radzieckie samoloty) RRR-Ch nie rozwinęły szerszej działalności.
Oficjalne powojenne publikacje PRL wskazują na rolę organizacji „Młot i Sierp” w tworzeniu PPR: Organizacja „Młota i Sierpa” na północnym Mazowszu odegrała dużą rolę w organizowaniu oporu wobec hitlerowskiego okupanta, zaszczepianiu wiedzy o ZSRR i niesieniu pomocy jeńcom radzieckim, a przede wszystkim w przygotowaniu pod względem ideologicznym i organizacyjnym warunków dla powstania Polskiej Partii Robotniczej. Aktyw, który wyrósł w tej organizacji, stanowił główne oparcie PPR na północnym Mazowszu. Dzięki temu PPR na tych terenach mogła w krótkim czasie rozwinąć szeroką działalność.
23 czerwca 1941 gestapo aresztowało dwóch czołowych działaczy organizacji – Stanisława Zająca i Stefana Jędrę, a 8 lipca przewodniczącego KC Juliana Wieczorka. W marcu 1942 r. Komitety Powiatowe „Młota i Sierpa” przekształciły się w Komitety Powiatowe PPR.

## Niektórzy działacze
- Józef Balcerzak
- Franciszek Bloch
- Franciszek Błaszkiewicz
- Bronisław Chyszpański
- Władysław Domagalski
- Piotr Gruszczyński
- Stefan Jędra
- Jakub Krajewski
- Marian Kubicki
- Teodor Kufel
- Ignacy Kwarta
- Stanisław Lachtara „Łysy Stach”
- Jan Orliński
- Antoni Parol
- Józef Konopka
- Edmund Pietraszewski
- Stanisław Poleczko
- Jan Ptasiński
- Zygmunt Rogowski
- Bolesław Skowroński
- Roman Hartenberger
- Julian Wieczorek
- Zygmunt Wolski „Zygmunt”
- Stanisław Zając
- Michał Żymierski „Rola”